# Deutsche Leichtathletik-Meisterschaften 1975/Resultate
Der Hauptteil der Wettbewerbe bei den 75. Deutschen Leichtathletik-Meisterschaften wurde vom 28. bis 29. Juni 1975 in Gelsenkirchen im Parkstadion ausgetragen.
In der hier vorliegenden Auflistung werden die in den verschiedenen Wettbewerben jeweils ersten acht platzierten Leichtathletinnen und Leichtathleten aufgeführt. Eine Übersicht mit den Medaillengewinnerinnen und -gewinnern sowie einigen Anmerkungen zu den Meisterschaften findet sich unter dem Link Deutsche Leichtathletik-Meisterschaften 1975.
Wie immer gab es zahlreiche Disziplinen, die zu anderen Terminen an anderen Orten stattfanden – in den folgenden Übersichten jeweils konkret benannt.

## Meisterschaftsresultate Männer

### 100 m
| Platz | Athlet, Verein                             | Zeit (s) |
| ----- | ------------------------------------------ | -------- |
| 1     | Klaus Ehl (TV Wattenscheid 01)             | 10,23    |
| 2     | Manfred Ommer (TSV Bayer 04 Leverkusen)    | 10,32    |
| 3     | Dieter Steinmann (TV Wattenscheid 01)      | 10,38    |
| 4     | Werner Bastians (TV Wattenscheid 01)       | 10,40    |
| 5     | Helmut Leibner (TSV Bayer 04 Leverkusen)   | 10,44    |
| 6     | Karlheinz Weisenseel (LG Frankfurt)        | 10,46    |
| 7     | Friedhelm Heckel (SG Osterfeld Oberhausen) | 10,50    |
| 8     | Wolfgang Braun (LAZ bellanett Rhede)       | 10,55    |

Datum: 28. Juni
Wind: +2,8 m/s

### 200 m
| Platz | Athlet, Verein                                | Zeit (s) |
| ----- | --------------------------------------------- | -------- |
| 1     | Klaus Ehl (TV Wattenscheid 01)                | 21,33    |
| 2     | Manfred Ommer (TSV Bayer 04 Leverkusen)       | 21,41    |
| 3     | Jürgen Uschmann (TV Wattenscheid 01)          | 21,42    |
| 4     | Friedhelm Grimmiger (TSV Bayer 04 Leverkusen) | 21,71    |
| 5     | Wolfgang Braun (LAZ Rhede)                    | 21,86    |
| 6     | Harald Werner (LAC Quelle Fürth)              | 21,87    |
| 7     | Uwe Schläfer (TSV Goddelau)                   | 21,94    |
| 8     | Thomas Schultheiß (VT Zweibrücken)            | 22,02    |

Datum: 29. Juni
Wind: +0,3 m/s

### 400 m
| Platz | Athlet, Verein                                   | Zeit (s) |
| ----- | ------------------------------------------------ | -------- |
| 1     | Bernd Herrmann (TSV Bayer 04 Leverkusen)         | 45,10    |
| 2     | Horst-Rüdiger Schlöske (TSV Siemensstadt Berlin) | 45,78    |
| 3     | Karl Honz (VfB Stuttgart)                        | 45,83    |
| 4     | Franz-Peter Hofmeister (Jugend 07 Bergheim)      | 46,10    |
| 5     | Lothar Krieg (ASC Wella Darmstadt)               | 46,36    |
| 6     | Günter Karge (TSV Bayer 04 Leverkusen)           | 47,00    |
| 7     | Volker Kolletzky (TSV Siemensstadt Berlin)       | 47,10    |
| 8     | Werner Schmal (LG Frankfurt)                     | 48,20    |

Datum: 29. Juni

### 800 m
| Platz | Athlet, Verein                              | Zeit (min) |
| ----- | ------------------------------------------- | ---------- |
| 1     | Willi Wülbeck (SG Osterfeld Oberhausen)     | 1:47,1     |
| 2     | Heinz Langenbach (CVJM Siegen)              | 1:47,3     |
| 3     | Josef Schmid (SV Salamander Kornwestheim)   | 1:48,5     |
| 4     | Leonhard Händl (MTV Ingolstadt)             | 1:48,7     |
| 5     | Albert Lang (Post Germania Trier)           | 1:49,1     |
| 6     | Reiner Föhrenbach (TSV Bayer 04 Leverkusen) | 1:49,3     |
| 7     | Rudolf Brückner (LG Bonn-Troisdorf)         | 1:49,8     |
| 8     | Jürgen Lubrecht (VfL Wolfsburg)             | 1:50,9     |

Datum: 29. Juni

### 1500 m
| Platz | Athlet, Verein                          | Zeit (min) |
| ----- | --------------------------------------- | ---------- |
| 1     | Thomas Wessinghage (TuS 04 Leverkusen)  | 3:40,2     |
| 2     | Paul-Heinz Wellmann (TuS 04 Leverkusen) | 3:41,2     |
| 3     | Jost Wollstein (DSC Oldenburg)          | 3:43,5     |
| 4     | Jürgen Roters (Rasensport Coesfeld)     | 3:44,2     |
| 5     | Ingo Falk (LAZ Schleiden)               | 3:44,3     |
| 6     | Detlef Uhlemann (LG Bonn-Troisdorf)     | 3:44,4     |
| 7     | Urs Lufft (ASC Wella Darmstadt)         | 3:44,7     |
| 8     | Henning von Papen (ASV Köln)            | 3:45,2     |

Datum: 29. Juni

### 5000 m
| Platz | Athlet, Verein                                | Zeit (min) |
| ----- | --------------------------------------------- | ---------- |
| 1     | Klaus-Peter Hildenbrand (ASC Wella Darmstadt) | 13:35,2    |
| 2     | Hans-Jürgen Orthmann (LG Sieg)                | 13:35,4    |
| 3     | Karl Mann (ASC Wella Darmstadt)               | 13:36,0    |
| 4     | Ingo Sensburg (Neuköllner Sportfreunde)       | 13:36,4    |
| 5     | Friedrich Kreth (TV Braunfels)                | 13:36,6    |
| 6     | Wolf-Dieter Poschmann (TV Wattenscheid 01)    | 13:41,0    |
| 7     | Wolfgang Krüger (Gut-Heil Neumünster)         | 13:42,1    |
| 8     | Edmundo Warnke (ASC Wella Darmstadt)          | 13:43,8    |

Datum: 29. Juni

### 10.000 m
| Platz | Athlet, Verein                             | Zeit (min) |
| ----- | ------------------------------------------ | ---------- |
| 1     | Detlef Uhlemann (LG Bonn-Troisdorf)        | 28:08,0 BR |
| 2     | Wolfgang Krüger (Gut-Heil Neumünster)      | 28:19,2000 |
| 3     | Hans-Jürgen Orthmann (LG Sieg)             | 28:41,4000 |
| 4     | Edmundo Warnke (ASC Wella Darmstadt)       | 28:42,6000 |
| 5     | Gerd Frähmcke (LG Itzehoe)                 | 28:45,8000 |
| 6     | Ingo Sensburg (Neuköllner Sportfreunde)    | 28:48,2000 |
| 7     | Willi Maier (SV Salamander Kornwestheim)   | 28:50,8000 |
| 8     | Wolf-Dieter Poschmann (TV Wattenscheid 01) | 28:51,8000 |

Datum: 19. Mai
fand in Bonn statt
Detlef Uhlemann stellte mit seinen 28:08,0 min einen neuen DLV-Rekord auf.

### Marathon
| Platz | Athlet, Verein                             | Zeit (h) |
| ----- | ------------------------------------------ | -------- |
| 1     | Günter Mielke (OSC Berlin)                 | 2:18:36  |
| 2     | Jochen Schirmer (LG Bonn-Troisdorf)        | 2:22:15  |
| 3     | Wolfgang Kelsch (LG Post/Siemens Nürnberg) | 2:22:57  |
| 4     | Ingo Sensburg (Neuköllner Sportfreunde)    | 2:23:22  |
| 5     | Ludwig Haefele (LG Bonn-Troisdorf)         | 2:23:37  |
| 6     | Winfried Hellwig (TV Wattenscheid 01)      | 2:23:53  |
| 7     | Lutz Philipp (ASC Wella Darmstadt)         | 2:24:14  |
| 8     | Heinz Kubelt (LG Lüdenscheid)              | 2:24:30  |

Datum: 27. September
fand in Dülmen statt

### Marathon, Mannschaftswertung
| Platz | Verein, Besetzung                                                                   | Zeit (h) |
| ----- | ----------------------------------------------------------------------------------- | -------- |
| 1     | LAC Quelle Fürth (Reinhard Leibold, Clemens Schneider-Strittmatter, Alfredo Blasel) | 7:18;42  |
| 2     | Neuköllner Sportfreunde (Ingo Sensburg, Hans-Jürgen Rose, Michael Weiß)             | 7:25:22  |
| 3     | Preussen Krefeld (Paul Peeters, Gerd Quack, Hermann Müller)                         | 7:32:32  |
| 4     | LG Bonn-Troisdorf (Jochen Schirmer, Ludwig Haefele, Peter Köhn)                     | 7:33:29  |
| 5     | ASC Wella Darmstadt (Lutz Philipp, Karl-Heinz Pschera, Helmut Reitz)                | 7:35:43  |
| 6     | VfL Wolfsburg (Wilfried Jackisch, Jürgen Behrens, Willi Wetzel)                     | 7:36:18  |
| 7     | Hamburger SV (Bernd-Joachim Deters, Klaus Werk, Joachim Daduna)                     | 7:46:42  |
| 8     | LAZ Hamm (Wilfried Kadner, Schüler, Kellerhoff)                                     | 7:49:04  |

Datum: 27. September
fand in Dülmen statt

### 110 m Hürden
| Platz | Athlet, Verein                                 | Zeit (s) |
| ----- | ---------------------------------------------- | -------- |
| 1     | Dieter Gebhard (SV Salamander Kornwestheim)    | 14,14    |
| 2     | Hans-Walter Schmitt (USC Mainz)                | 14,35    |
| 3     | Günther Nickel (TSV Bayer 04 Leverkusen)       | 14,45    |
| 4     | Volker Warbende (TV Wattenscheid 01)           | 14,49    |
| 5     | Guido Kratschmer (USC Mainz)                   | 14,61    |
| 6     | Heinz-Dieter Lindner (TSV Bayer 04 Leverkusen) | 14,69    |
| 7     | Manfred Richter (OSC Thier Dortmund)           | 14,96    |
| 8     | Werner Eikmeier (TSV Bayer 04 Leverkusen)      | 15,04    |

Datum: 29. Juni
Wind: −2,6 m/s

### 400 m Hürden
| Platz | Athlet, Verein                               | Zeit (s) |
| ----- | -------------------------------------------- | -------- |
| 1     | Werner Reibert (USC Heidelberg)              | 51,25    |
| 2     | Dieter Friedrich (LG PSV/WSV Wuppertal)      | 51,29    |
| 3     | Hermann Köhler (TV Wattenscheid 01)          | 51,37    |
| 4     | Rolf Ziegler (SKV Eglosheim)                 | 51,47    |
| 5     | Fritz Tille (FC Bayer 05 Uerdingen)          | 51,96    |
| 6     | Manfred Dlouhy (USC München)                 | 52,14    |
| 7     | Karl Geiger (SSV Ulm 1846)                   | 52,42    |
| 8     | Hans-Ulrich Reinke (TSV Bayer 04 Leverkusen) | 54,54    |

Datum: 28. Juni

### 3000 m Hindernis
| Platz | Athlet, Verein                            | Zeit (min) |
| ----- | ----------------------------------------- | ---------- |
| 1     | Michael Karst (SV Saar 05 Saarbrücken)    | 8:25,0     |
| 2     | Gerd Frähmcke (LG Itzehoe)                | 8:28,2     |
| 3     | Willi Maier (SV Salamander Kornwestheim)  | 8:29,6     |
| 4     | Wolfgang Soukup (LG Itzehoe)              | 8:40,2     |
| 5     | Hans-Dieter Schulten (TV Wattenscheid 01) | 8:40,8     |
| 6     | Oskar Huber (TV Kempten)                  | 8:41,6     |
| 7     | Heinz Staab (LG Landkreis Aschaffenburg)  | 8:46,0     |
| 8     | Edmund Kaul (LG DJK Andernach-Neuwied)    | 8:48,2     |

Datum: 28. Juni

### 4 × 100 m Staffel
| Platz | Verein, Besetzung                                                                                | Zeit (s) |
| ----- | ------------------------------------------------------------------------------------------------ | -------- |
| 1     | TV Wattenscheid 01 I (Werner Bastians, Klaus Ehl, Dieter Steinmann, Reinhard Borchert)           | 39,68    |
| 2     | Jugend 07 Bergheim (Heinz Busche, Helmut Feldges, Laufenberg, Franz-Peter Hofmeister)            | 40,77    |
| 3     | SV Salamander Kornwestheim (Thomas Dannecker, Karlheinz Klotz, Dieter Gebhard, Rüdiger Harksen)  | 40,89    |
| 4     | TV Wattenscheid 01 II (Andreas Gloerfeld, Jürgen Uschmann, Günter Wessing, Johannes Heling)      | 41,01    |
| 5     | LG Frankfurt (Heinz Rienecker, Gerold Hein, Jürgen Wagner, Karlheinz Weisenseel)                 | 41,21    |
| 6     | SG Osterfeld Oberhausen (Udo Terhorst, Ingolf Burghardt, Michael Schmidtmeier, Friedhelm Heckel) | 41,44    |
| 7     | LAZ bellanett Rhede (Gerd Keiten-Schmitz, Wolfgang Braun, Peter Matulat, Dieter Daniels)         | 41,47    |
| 8     | OSC Thier Dortmund (Lödding, Dittmann, Duerkopp, Brink)                                          | 41,64    |

Datum: 29. Juni

### 4 × 400 m Staffel
| Platz | Verein, Besetzung                                                                     | Zeit (min) |
| ----- | ------------------------------------------------------------------------------------- | ---------- |
| 1     | TSV Bayer 04 Leverkusen (Weissert, Friedhelm Grimmiger, Günter Karge, Bernd Herrmann) | 3:06,2     |
| 2     | VfB Stuttgart I (Falko Geiger, Georg Nückles, Karl-Heinz Bischoff, Karl Honz)         | 3:06,6     |
| 3     | ASC Wella Darmstadt (Kurt Siehl, Fritz Schäfer, Wolfgang Zischke, Lothar Krieg)       | 3:10,1     |
| 4     | OSC Thier Dortmund (Stark, Hans-Dieter Kawan, Deter, Werner Niederquell)              | 3:10,4     |
| 5     | VfB Stuttgart II (Gerhard Burkhardt, Manfred Hofmann, Wolfgang Schmid, Uwe Lenz)      | 3:11,5     |
| 6     | TSV Siemensstadt Berlin (Volker Kolletzky, Franz-Josef Gleen, Appenroth, Garbisch)    | 3:12,7     |
| 7     | LG PSV/WSV Wuppertal (Udo Gennat, Dieter Friedrich, Dirk Altenrath, Ferdy Ohrmann)    | 3:13,4     |
| 8     | LG Frankfurt (Rainer Boyé, Joachim Heep, Bernd Töpfer, Werner Schmal)                 | 3:13,8     |

Datum: 29. Juni

### 4 × 800 m Staffel
| Platz | Verein, Besetzung                                                               | Zeit (min) |
| ----- | ------------------------------------------------------------------------------- | ---------- |
| 1     | SV Salamander Kornwestheim (Rudolf Pagel, Willi Maier, Paul Benz, Josef Schmid) | 7:25,6     |
| 2     | LG Bonn-Troisdorf (Walter Hütter, Rudolf Brückner, Kai Hummel, Reinhold Soyka)  | 7:26,6     |
| 3     | ASV Köln (Abertsheim, Mohamed Siddique / Pakistan, Becke, Henning von Papen)    | 7:27,4     |
| 4     | TK Hannover (Braumann, Depping, Himstedt, Fischer)                              | 7:35,4     |
| 5     | SV Darmstadt 98 (Tretner, M. Reibold, Peter Horn, Hans Reibold)                 | 7:36,0     |
| 6     | Stuttgarter Kickers (Jürgen Dunsch, Peter Weigt, Heiko Apfel, Wolfgang Leins)   | 7:36,6     |
| 7     | DSC Oldenburg (Hanefeld, Schmidt, Hagendorff, Jost Wollstein)                   | 7:38,8     |
| 8     | Hamburger SV (Heino Wenderoth, Alfred Pankow, Wessoly, Wenker)                  | 7:41,2     |

Datum: 28. September
fand in Bad Godesberg im Rahmen der Deutschen Jugendmeisterschaften statt

### 4 × 1500 m Staffel
| Platz | Verein, Besetzung                                                                             | Zeit (min) |
| ----- | --------------------------------------------------------------------------------------------- | ---------- |
| 1     | LAC Quelle Fürth (Harald Schmaus, Hans Bruckmeier, Willi Holler, Günter Zahn)                 | 15:16,6    |
| 2     | ASC Wella Darmstadt I (Wilfried Raatz, Karl Mann, Urs Lufft, Klaus-Peter Hildenbrand)         | 15:21,8    |
| 3     | TuS 04 Leverkusen (Jürgen Thiel, Rodowski, Thomas Wessinghage, Paul-Heinz Wellmann)           | 15:32,2    |
| 4     | VfL Waiblingen (Roland Jaroschek, Hans Schweizer, Bertocci, Betz)                             | 15:33,2    |
| 5     | ASC Wella Darmstadt II (Werner Schumann, Kurt Oestreich, Winfried Diederichs, Carlo Seck)     | 15:34,6    |
| 6     | LG Göttingen (Adolf Wallheinke, Volkmer, Teuteberg, Rieche)                                   | 15:35,0    |
| 7     | Rot-Weiß Koblenz (Hartmut Tietze, Franz-Josef Weihrauch, Erich Schulz, Christian Collisy)     | 15:35,2    |
| 8     | Polizei SV Lippe-Detmold (Friedrich Räker, Peter Döbler, Paul Rosenbaum, Erhard Dingerdissen) | 15:36,4    |

Datum: 28. September
fand in Bad Godesberg im Rahmen der Deutschen Jugendmeisterschaften statt

### 20-km-Gehen
| Platz | Athlet, Verein                              | Zeit (h)  |
| ----- | ------------------------------------------- | --------- |
| 1     | Bernd Kannenberg (LAC Quelle Fürth)         | 1:27:4500 |
| 2     | Gerhard Weidner (TSV Salzgitter)            | 1:30:49,2 |
| 3     | Heinz Mayr (VfL Wolfsburg)                  | 1:33:42,6 |
| 4     | Heinrich Schubert (Eintracht Bad Kreuznach) | 1:34:06,6 |
| 5     | Robert Henderson / USA (LAC Quelle Fürth)   | 1:34:24,8 |
| 6     | Leo Frey (LAC Quelle Fürth)                 | 1:34:38,4 |
| 7     | Bernhard Schmidt (VfL Wolfsburg)            | 1:36:14,4 |
| 8     | Helmut Stolte (VT Zweibrücken)              | 1:36:21,0 |

Datum: 28. Juni

### 20-km-Gehen, Mannschaftswertung
| Platz | Verein, Besetzung                                                              | Zeit (h)  |
| ----- | ------------------------------------------------------------------------------ | --------- |
| 1     | LAC Quelle Fürth I (Bernd Kannenberg, Robert Henderson / USA, Leo Frey)        | 4:36:38,0 |
| 2     | VfL Wolfsburg (Heinz Mayr, Bernhard Schmidt, Manfred Kolvenbach)               | 4:51:06,8 |
| 3     | Eintracht Bad Kreuznach (Heinrich Schubert, Rainer Tryankowski, Walter Barzen) | 4:52:11,0 |
| 4     | TSG 1878 Heidelberg (Otto, Haag, Peter Norden)                                 | 4:56:44,0 |
| 5     | LAC Quelle Fürth II (Wolfgang Werner, Alfons Schwarz, Karl Hermann Schwabe)    | 4:58:57,6 |
| 6     | Post-SV Mühldorf (Hans Binder, Josef Stangl, Herbert Jeschke)                  | 4:59:59,6 |
| 7     | LG Urania Wandsbek Hamburg (Ahrens, Koch, Pommerenke)                          | 5:00:54,2 |
| 8     | Eintracht Frankfurt (Hans Michalski, Walter Drössler, Jürgen Schönfeld)        | 5:01:59,4 |

Datum: 28. Juni

### 50-km-Gehen
| Platz | Athlet, Verein                              | Zeit (h)  |
| ----- | ------------------------------------------- | --------- |
| 1     | Bernd Kannenberg (LAC Quelle Fürth)         | 4:01:33,4 |
| 2     | Gerhard Weidner (TSV Salzgitter)            | 4:03:52,2 |
| 3     | Heinrich Schubert (Eintracht Bad Kreuznach) | 4:19:31,6 |
| 4     | Leo Frey (LAC Quelle Fürth)                 | 4:21:41,2 |
| 5     | Helmut Stolte (VT Zweibrücken)              | 4:22:41,6 |
| 6     | Hans Michalski (Eintracht Frankfurt)        | 4:26:01,6 |
| 7     | Siegfried Richter (VfL Wolfsburg)           | 4:26:32,2 |
| 8     | Bernhard Schmidt (VfL Wolfsburg)            | 4:27:01,8 |

Datum: 13. Juli
fand in Holzkirchen statt

### 50-km-Gehen, Mannschaftswertung
| Platz | Verein, Besetzung                                                       | Zeit (h)   |
| ----- | ----------------------------------------------------------------------- | ---------- |
| 1     | LAC Quelle Fürth (Bernd Kannenberg, Leo Frey, Alfons Schwarz)           | 12:53:56,0 |
| 2     | VfL Wolfsburg (Siegfried Richter, Bernhard Schmidt, Heinz Mayr)         | 13:31:48,0 |
| 3     | Eintracht Frankfurt (Hans Michalski, Walter Drössler, Jürgen Schönfeld) | 13:40:50,0 |
| 4     | Post-SV Mühldorf (Hans Binder, Josef Stangl, Peter Thurner)             | 13:45:37,0 |
| 5     | LG Urania Wandsbek Hamburg (Koch, Pommerenke, Ahren)                    | 14:16:25,4 |
| 6     | TSG 1878 Heidelberg (Peter Norden, Otto, Haag)                          | 14:21:57,2 |
| 7     | Post SV Tübingen (Alfred Daske, Manfred Bott, Huber)                    | 14:27:36,2 |
| 8     | TuS Ricklingen (Michael Ritter, Lüdtke, Schönfelder)                    | 14:29:36,8 |

Datum: 13. Juli
fand in Holzkirchen statt

### Hochsprung
| Platz | Athlet, Verein                              | Höhe (m) |
| ----- | ------------------------------------------- | -------- |
| 1     | Walter Boller (USC Mainz)                   | 2,16     |
| 2     | Wolfgang Killing (Barmer TV 1846 Wuppertal) | 2,13     |
| 3     | Bernd Mühle (USC Mainz)                     | 2,13     |
| 4     | Paul Frommeyer (DJK Arminia Ibbenbüren)     | 2,13     |
| 5     | Jörg Buchert (TSV Berchtesgaden)            | 2,10     |
| 6     | Theymour Ghiassi / Iran (USC Mainz)         | 2,10     |
| 7     | Karl-Otto Mörsch (USC Mainz)                | 2,10     |
| 8     | Heinz-Günther Zimmer (TV 1846 Alzey)        | 2,07     |

Datum: 28. Juni

### Stabhochsprung
| Platz | Athlet, Verein                              | Höhe (m) |
| ----- | ------------------------------------------- | -------- |
| 1     | Günther Lohre (SV Salamander Kornwestheim)  | 5,20     |
| 2     | Reinhard Kuretzky (TSV Bayer 04 Leverkusen) | 5,10     |
| 3     | Robert Anders (Stuttgarter Kickers)         | 5,00     |
| 4     | Herbert Czingon (LAZ Neuburg)               | 4,90     |
| 5     | Masanori Araya / Japan (USC Mainz)          | 4,90     |
| 6     | Heinz-Josef Chlosta (LG Gladbeck)           | 4,70     |
| 7     | Wolfgang Reinbold (KSV Hessen Kassel)       | 4,70     |
| 8     | Willi Schunk (TSV Bayer 04 Leverkusen)      | 4,50     |

Datum: 29. Juni

### Weitsprung
| Platz | Athlet, Verein                              | Weite (m) |
| ----- | ------------------------------------------- | --------- |
| 1     | Joachim Busse (FC Bayer 05 Uerdingen)       | 7,68      |
| 2     | Ulrich Köwring (TV Wattenscheid 01)         | 7,64      |
| 3     | Dieter Steinmann (TV Wattenscheid 01)       | 7,58      |
| 4     | Horst Fabian (TuS 04 Leverkusen)            | 7,53      |
| 5     | Axel Schaper (USC Mainz)                    | 7,46      |
| 6     | Harald Strutz (USC Mainz)                   | 7,38      |
| 7     | Andreas Gloerfeld (TSV Bayer 04 Leverkusen) | 7,36      |
| 8     | Winfried Klepsch (TG 1881 Düsseldorf)       | 7,09      |

Datum: 29. Juni

### Dreisprung
| Platz | Athlet, Verein                       | Weite (m) |
| ----- | ------------------------------------ | --------- |
| 1     | Joachim Kugler (ASC Wella Darmstadt) | 16,01     |
| 2     | Ludwig Franz (LAC Quelle Fürth)      | 15,94     |
| 3     | Richard Kick (TSV 1860 München)      | 15,82     |
| 4     | Michael Sauer (USC Mainz)            | 15,57     |
| 5     | Rolf Liebs (TB Emmendingen)          | 15,54     |
| 6     | Bernd Sussner (Eintracht Frankfurt)  | 15,51     |
| 7     | Theo Stappen (TV Wattenscheid 01)    | 15,37     |
| 8     | Hans Meuers (FC Bayer 05 Uerdingen)  | 15,33     |

Datum: 28. Juni

### Kugelstoßen
| Platz | Athlet, Verein                            | Weite (m) |
| ----- | ----------------------------------------- | --------- |
| 1     | Ralf Reichenbach (OSC Berlin)             | 19,73     |
| 2     | Ferdinand Schladen (LG Bonn-Troisdorf)    | 18,98     |
| 3     | Josef Forst (TV Wattenscheid 01)          | 18,82     |
| 4     | Gerhard Steines (TV Wattenscheid 01)      | 18,71     |
| 5     | Wolfgang Barthel (Gut Heil Neumünster)    | 17,86     |
| 6     | Joachim Krug (ASV Köln)                   | 17,54     |
| 7     | Wolfgang Klein (LC Trewa-Sport Rehlingen) | 17,52     |
| 8     | Harro Schoon (TG Göttingen)               | 17,42     |

Datum: 28. Juni

### Diskuswurf
| Platz | Athlet, Verein                               | Weite (m) |
| ----- | -------------------------------------------- | --------- |
| 1     | Klaus-Peter Hennig (TSV Bayer 04 Leverkusen) | 60,08     |
| 2     | Hein-Direck Neu (TSV Bayer 04 Leverkusen)    | 59,76     |
| 3     | Wolfgang Klein (LC Trewa-Sport Rehlingen)    | 54,80     |
| 4     | Peter Schulze (KSV Hessen Kassel)            | 54,58     |
| 5     | Josef Forst (TV Wattenscheid 01)             | 54,50     |
| 6     | Karl-Heinz Steinmetz (ASC Wella Darmstadt)   | 54,08     |
| 7     | Winfried Zerulla (ASV Köln)                  | 53,74     |
| 8     | Joachim Pahl (SCC Berlin)                    | 51,68     |

Datum: 29. Juni

### Hammerwurf
| Platz | Athlet, Verein                           | Weite (m) |
| ----- | ---------------------------------------- | --------- |
| 1     | Karl-Hans Riehm (LG Post/Germania Trier) | 77,44     |
| 2     | Walter Schmidt (ASC Wella Darmstadt)     | 75,84     |
| 3     | Klaus Ploghaus (ASC Wella Darmstadt)     | 69,30     |
| 4     | Hans-Martin Lotz (SV Polizei Hamburg)    | 66,48     |
| 5     | Gerhard Thiele (VT Zweibrücken)          | 65,62     |
| 6     | Roland Kempf (TV Wattenscheid 01)        | 65,02     |
| 7     | Roland Klein (USC Mainz)                 | 64,54     |
| 8     | David McKenzie (LG Post/Germania Trier)  | 63,12     |

Datum: 28. Juni

### Speerwurf
| Platz | Athlet, Verein                       | Weite (m) |
| ----- | ------------------------------------ | --------- |
| 1     | Dr. Jörg Hein (Gut Heil Neumünster)  | 79,36     |
| 2     | Klaus Wolfermann (SV Gendorf)        | 78,00     |
| 3     | Peter Mörbel (USC Mainz)             | 75,56     |
| 4     | Horst Timmer (Gut Heil Neumünster)   | 75,38     |
| 5     | Reinhard Lange (KSV Hessen Kassel)   | 75,32     |
| 6     | Harry Abraham (TV Nieder-Olm)        | 75,28     |
| 7     | Michael Wessing (TV Wattenscheid 01) | 73,24     |
| 8     | Hermann Salomon (USC Mainz)          | 72,22     |

Datum: 28. Juni

### Zehnkampf,1965er Wertung
| Platz | Athlet, Verein                           | P – offiz. Wert. | P – 85er Wert. |
| ----- | ---------------------------------------- | ---------------- | -------------- |
| 1     | Guido Kratschmer (USC Mainz)             | 7744             | 7600           |
| 2     | Winfried Hartweck (ART Düsseldorf)       | 7643             | 7486           |
| 3     | Klaus Flakus (TG Nürtingen)              | 7438             | 7284           |
| 4     | Alexander Wernsdorfer (USC Mainz)        | 7427             | 7260           |
| 5     | Frank Hensel (USC Mainz)                 | 7377             | 7216           |
| 6     | Helmut Kammermeier (VfV Spandau)         | 7376             | 7219           |
| 7     | Manfred Mussmann (MTV Braunschweig)      | 7145             | 6975           |
| 8     | Wolfgang Stamm (TSV Bayer 04 Leverkusen) | 7080             | 6893           |

Datum: 21./22. Juni
fand in Lübeck statt

### Zehnkampf,1965er Wertung– Mannschaftswertung
| Platz | Verein, Besetzung                                                           | Leistung (Pkte) |
| ----- | --------------------------------------------------------------------------- | --------------- |
| 1     | USC Mainz (Guido Kratschmer, Alexander Wernsdorfer, Frank Hensel)           | 22.550          |
| 2     | TSV Bayer 04 Leverkusen (Wolfgang Stamm, Schumacher, Sonnenberger)          | 20.799          |
| 3     | TG Nürtingen (Klaus Flakus, Gerhard Klinger, Fritz Mehl)                    | 20.695          |
| 4     | MTV Braunschweig (Manfred Mussmann, Hans-Joachim Wehrsen, Ulrich Ammerpohl) | 20.214          |
| 5     | LC Trewa-Sport Rehlingen (Wolfgang Muders, Hager, Jürgen Heizmann)          | 20.201          |
| 6     | LG Bonn-Troisdorf (Uli Schmedemann, Gerd Stengert, Walter Mössle)           | 19.666          |

Datum: 21./22. Juni
fand in Lübeck statt
nur 6 Teams in der Wertung

### CrosslaufMittelstrecke –4580 m
| Platz | Athlet, Verein                              | Zeit (min) |
| ----- | ------------------------------------------- | ---------- |
| 1     | Günther Kohl (SC Vöhringen)                 | 15:06,2    |
| 2     | Ingo Sensburg (Neuköllner Sportfreunde)     | 15:17,8    |
| 3     | Wolf-Dieter Poschmann (TV Wattenscheid 01)  | 15:31,4    |
| 4     | Rainer Schwarz (SV Salamander Kornwestheim) | 15:39,4    |
| 5     | Jürgen Roters (Rasensport Coesfeld)         | 15:42,6    |
| 6     | Hans Bruckmeier (LAC Quelle Fürth)          | 15:46,0    |
| 7     | Herbert Kabala (SC Anger)                   | 15:47,0    |
| 8     | Hans-Dieter Schulten (TV Wattenscheid 01)   | 15:48,2    |

Datum: 1. März
fand in Berlin statt

### CrosslaufMittelstrecke –4580 m, Mannschaftswertung
| Platz | Verein, Besetzung                                                                  | Platzziffer |
| ----- | ---------------------------------------------------------------------------------- | ----------- |
| 1     | TV Wattenscheid 01 (Wolf-Dieter Poschmann, Hans-Dieter Schulten, Winfried Hellwig) | 022         |
| 2     | LAC Quelle Fürth (Hans Bruckmeier, Willi Holler, Karl-Ulrich Freitag)              | 058         |
| 3     | ASC Wella Darmstadt (Herbert Schmitt, Wilfried Raatz, Werner Schmitt)              | 071         |
| 4     | Neuköllner Sportfreunde (Ingo Sensburg, Michael Weiß, Wilfried Steinmann)          | 072         |
| 5     | LG Wedel-Pinneberg (Böttcher, Bracht, Robert Olshausen)                            | 100         |
| 6     | LG Ludwigshafen (Roland Jochem, Georg Krüger, Hans-Jürgen Eichberger)              | 102         |
| 7     | SV Salamander Kornwestheim (Rainer Schwarz, Rudolf Pagel, Manfred Hinners)         | 109         |
| 8     | Hamburger SV (N. Neumann, Dr. Frank Sonntag, Alfred Pankow)                        | 115         |

Datum: 1. März
fand in Berlin statt

### CrosslaufLangstrecke –10.630 m
| Platz | Athlet, Verein                                | Zeit (min) |
| ----- | --------------------------------------------- | ---------- |
| 1     | Detlef Uhlemann (LG Bonn-Troisdorf)           | 35:17,8    |
| 2     | Gerd Frähmcke (LG Itzehoe)                    | 35:44,2    |
| 3     | Michael Karst (SV Saar 05 Saarbrücken)        | 35:58,6    |
| 4     | Reinhard Leibold (LAC Quelle Fürth)           | 36:26,6    |
| 5     | Peter Weigt (Stuttgarter Kickers)             | 36:28,8    |
| 6     | Anton Gorbunow (LAC Quelle Fürth)             | 36:35,4    |
| 7     | Klaus-Peter Hildenbrand (ASC Wella Darmstadt) | 36:43,4    |
| 8     | Karl Mann (ASC Wella Darmstadt)               | 36:49,2    |

Datum: 1. März
fand in Berlin statt

### CrosslaufLangstrecke –10.630 m, Mannschaftswertung
| Platz | Verein, Besetzung                                                                      | Platzziffer |
| ----- | -------------------------------------------------------------------------------------- | ----------- |
| 1     | LAC Quelle Fürth I (Reinhard Leibold, Anton Gorbunow, Oswald Engel)                    | 23          |
| 2     | ASC Wella Darmstadt I (Klaus-Peter Hildenbrand, Karl Mann, Helmut Jesberg)             | 26          |
| 3     | LG Post/Siemens Nürnberg (Wolfgang Kelsch, Harald Döhla, Karl-Heinz Leis)              | 46          |
| 4     | LG Bonn-Troisdorf (Detlef Uhlemann, Gerd Escher, Ludwig Haefele)                       | 52          |
| 5     | ASC Wella Darmstadt II (Falko Will, Winfried Diederichs, Lutz Philipp)                 | 54          |
| 6     | LG Itzehoe (Gerd Frähmcke, Hartmut Bräuer, Jürgen Frähmcke)                            | 54          |
| 7     | VfL Wolfsburg (Ulrich Hutmacher, Rolf Burscheid, Volker Bergander)                     | 56          |
| 8     | LAC Quelle Fürth II (Manfred Genthner, Clemens Schneider-Strittmatter, Alfredo Blasel) | 83          |

Datum: 1. März
fand in Berlin statt

## Meisterschaftsresultate Frauen

### 100 m
| Platz | Athletin, Verein                     | Zeit (s) |
| ----- | ------------------------------------ | -------- |
| 1     | Inge Helten (OSC Thier Dortmund)     | 11,39    |
| 2     | Elvira Possekel (LG Bonn-Troisdorf)  | 11,66    |
| 3     | Ulrike Jacob (LG Erlangen)           | 11,89    |
| 4     | Dagmar Schenten (LG Frankfurt)       | 11,95    |
| 5     | Ute Weichenthal (TSV Bayer Dormagen) | 11,96    |
| 6     | Judith Wilcock (TSV Bayer Dormagen)  | 11,99    |
| 7     | Annette Stein (LG USC Bochum)        | 12,02    |
| 8     | Petra Sharp (LAC Quelle Fürth)       | 12,11    |

Datum: 28. Juni
Wind: +0,8 m/s

### 200 m
| Platz | Athletin, Verein                          | Zeit (s) |
| ----- | ----------------------------------------- | -------- |
| 1     | Maren Gang, geb. Schröder (VfB Stuttgart) | 23,18    |
| 2     | Inge Helten (OSC Thier Dortmund)          | 23,42    |
| 3     | Sigrid Goydke (OSC Berlin)                | 23,71    |
| 4     | Elvira Possekel (LG Bonn-Troisdorf)       | 24,16    |
| 5     | Dagmar Schenten (LG Frankfurt)            | 24,54    |
| 6     | Cornelia Schniggendiller (LG Gütersloh)   | 24,56    |
| 7     | Gudrun Pohl (VfL Wolfsburg)               | 24,84    |
| 8     | Evelyn Rauhut (Eintracht Duisburg)        | 24,85    |

Datum: 29. Juni
Wind: −0,5 m/s

### 400 m
| Platz | Athletin, Verein                               | Zeit (s) |
| ----- | ---------------------------------------------- | -------- |
| 1     | Rita Wilden, geb. Jahn (TuS 04 Leverkusen)     | 51,69    |
| 2     | Elke Barth (TSV Bayer Dormagen)                | 52,24    |
| 3     | Dagmar Jost (LG Frankfurt)                     | 53,17    |
| 4     | Erika Weinstein, geb. Götz (TuS 04 Leverkusen) | 53,27    |
| 5     | Christiane Krause (ASC Wella Darmstadt)        | 53,81    |
| 6     | Angelika Stachowicz (LG Nordwest Hamburg)      | 54,34    |
| 7     | Silvia Hollmann (OSC Thier Dortmund)           | 54,46    |
| 7     | Marlies Kühn (LG Bonn-Troisdorf)               | 54,46    |

Datum: 29. Juni

### 800 m
| Platz | Athletin, Verein                                     | Zeit (min) |
| ----- | ---------------------------------------------------- | ---------- |
| 1     | Ellen Wellmann, geb. Tittel (TuS 04 Leverkusen)      | 2:02,9     |
| 2     | Gisela Klein, geb. Ellenberger (TuS 04 Leverkusen)   | 2:03,5     |
| 3     | Angelika Traugott, geb. Bittrich (TuS 04 Leverkusen) | 2:03,7     |
| 4     | Brigitte Koczelnik (TuS 04 Leverkusen)               | 2:04,2     |
| 5     | Monika Siegl (LG Staufen)                            | 2:05,5     |
| 6     | Sabine Lorenzen, geb. Skov (TSB Flensburg)           | 2:06,5     |
| 7     | Rosemarie Balke, geb. Klute (OSC Thier Dortmund)     | 2:06,8     |
| 8     | Heide-Lore Bretz, geb. Schüler (TV Dillingen)        | 2:07,1     |

Datum: 29. Juni

### 1500 m
| Platz | Athletin, Verein                                | Zeit (min) |
| ----- | ----------------------------------------------- | ---------- |
| 1     | Ellen Wellmann, geb. Tittel (TuS 04 Leverkusen) | 4:19,2     |
| 2     | Monika Greschner (Jugend 07 Bergheim)           | 4:20,1     |
| 3     | Sylvia Schenk (Eintracht Frankfurt)             | 4:20,9     |
| 4     | Gudrun Hodey (VfL Eintracht Hagen)              | 4:21,2     |
| 5     | Vera Steiert (FSV Schwenningen)                 | 4:21,4     |
| 6     | Vera Kemper (TuS Neuenkamp)                     | 4:21,9     |
| 7     | Mathilde Heuing (Bielefelder TG)                | 4:24,1     |
| 8     | Manuela Preuß (FC Bayer 05 Uerdingen)           | 4:24,3     |

Datum: 29. Juni

### 3000 m
| Platz | Athletin, Verein                                                    | Zeit (min) |
| ----- | ------------------------------------------------------------------- | ---------- |
| 1     | Ellen Wellmann, geb. Tittel (TuS 04 Leverkusen)                     | 9:10,0 DR  |
| 2     | Vera Kemper (TuS Neuenkamp)                                         | 9:21,8000  |
| 3     | Gudrun Hodey (VfL Eintracht Hagen)                                  | 9:25,2000  |
| 4     | Christa Vahlensieck, geb. Kofferschläger (Barmer TV 1846 Wuppertal) | 9:25,6000  |
| 5     | Charlotte Teske, geb. Bernhard (ASC Wella Darmstadt)                | 9:29,8000  |
| 6     | Christine Klemme (LG Göttingen)                                     | 9:30,8000  |
| 7     | Mathilde Heuing (Bielefelder TG)                                    | 9:31,2000  |
| 8     | Monika Greschner (Jugend 07 Bergheim)                               | 9:40,8000  |

Datum: 19. Mai
fand in Bonn statt
Ellen Wellmann gelang hier mit ihren 9:10,0 min ein neuer deutscher Rekord.

### Marathon
| Platz | Athletin, Verein                                                    | Zeit (h) |
| ----- | ------------------------------------------------------------------- | -------- |
| 1     | Christa Vahlensieck, geb. Kofferschläger (Barmer TV 1846 Wuppertal) | 2:45:43  |
| 2     | Manuela Preuß (FC Bayer 05 Uerdingen)                               | 2:56:31  |
| 3     | Liane Winter (VfL Wolfsburg)                                        | 2:58:16  |
| 4     | Christa Kloth (SC Wentorf-Reinbek)                                  | 3:02:32  |
| 5     | Gerda Reinke (SCC Berlin)                                           | 3:07:27  |
| 6     | Ursula Blaschke (SCC Berlin)                                        | 3:15:28  |
| 7     | Regina Schiek (ESV Münster)                                         | 3:16:25  |
| 8     | Lilo Kallweit – geb. Marloth (TUSEM Essen)                          | 3:18:17  |

Datum: 11. Oktober
fand in Bräunlingen statt

### 100 m Hürden
| Platz | Athletin, Verein                              | Zeit (s) |
| ----- | --------------------------------------------- | -------- |
| 1     | Silvia Kempin, geb. Käwel (TuS 04 Leverkusen) | 13,38    |
| 2     | Edith Noeding / Peru (LAC Quelle Fürth)       | 13,77    |
| 3     | Margot Eppinger (LG Filder)                   | 13,86    |
| 4     | Ursula Schalück (LAV Gütersloh)               | 14,04    |
| 5     | Liesel Bömelburg (TSV Bayer 04 Leverkusen)    | 14,14    |
| 6     | Iris Decher (TSV Bayer 04 Leverkusen)         | 14,27    |
| 7     | Christa Xalter (SV Salamander Kornwestheim)   | 14,31    |
| DNF   | Marlies Koschinski (TSV Bayer 04 Leverkusen)  |          |

Datum: 29. Juni
Wind: −0,1 m/s
Marlies Koschinski stürzte und erreichte so nicht das Ziel.

### 400 m Hürden
| Platz | Athletin, Verein                               | Zeit (s) |
| ----- | ---------------------------------------------- | -------- |
| 1     | Erika Weinstein, geb. Götz (TuS 04 Leverkusen) | 58,2     |
| 2     | Karola Claus (TuS 04 Leverkusen)               | 58,3     |
| 3     | Silvia Hollmann (OSC Thier Dortmund)           | 58,3     |
| 4     | Heide-Lore Bretz, geb. Schüler (TV Dillingen)  | 58,8     |
| 5     | Ulrike Jacob (LG Erlangen)                     | 59,7     |
| 6     | Lydia Appler (LAC Quelle Fürth)                | 60,9     |

Datum: 19. Mai
fand in Bonn statt
nur 6 Läuferinnen im Finale

### 4 × 100 m Staffel
| Platz | Verein, Besetzung                                                                                                   | Zeit (s) |
| ----- | --- | -------- |
| 1     | LG Bonn-Troisdorf (Marlies Kühn, Brigitte Richter, Elvira Possekel, Birgit Wilkes)                                  | 45,16    |
| 2     | TSV Bayer Dormagen (Judith Wilcock, Elke Barth, Ute Weichenthal, Elvira Springsguth)                                | 45,20    |
| 3     | TuS 04 Leverkusen (Andrea Thelen, Erika Weinstein – geb. Götz, Silvia Kempin – geb. Käwel, Rita Wilden – geb. Jahn) | 45,22    |
| 4     | TSV Bayer 04 Leverkusen (Marlies Koschinski, Sabine Wecke, Sabine Klöck, Marion Schwerdtfeger)                      | 45,34    |
| 5     | OSC Thier Dortmund (Ursula Pudelko, Inge Helten, Ina Wallburg, Silvia Hollmann)                                     | 45,49    |
| 6     | LAC Quelle Fürth (Heier, Rubner, Edith Noeding / Peru, Petra Sharp)                                                 | 46,02    |
| 7     | OSC Berlin (Sigrid Barth, Marlies Gutewort, Köhler, Sigrid Goydke)                                                  | 46,62    |
| 8     | LG USC Bochum (Rita Gurowski, Annette Stein, Markert, Ute Finger)                                                   | 46,81    |

Datum: 29. Juni

### 4 × 400 m Staffel
| Platz | Verein, Besetzung | Zeit (min) |
| ----- | --- | ---------- |
| 1     | TuS 04 Leverkusen (Christel Frese, Erika Weinstein – geb. Götz, Ellen Wellmann – geb. Tittel, Rita Wilden – geb. Jahn) | 3:40,8     |
| 2     | VfL Wolfsburg (Hildegard Falck – geb. Janze, Gudrun Pohl, Schneider, Silke Rasch)                                      | 3:46,7     |
| 3     | LAZ Rhede (Niewenhues, Heßling, Maria Könning, Roswitha Steverding)                                                    | 3:50,6     |
| 4     | LG Nordwest Hamburg (Angelika Stachowicz, Ehmke, Strauch, Hansen)                                                      | 3:52,7     |
| 5     | LAC Quelle Fürth (Dagmar Scholes, Lang, Doris Rammler, Brigitte Rubner)                                                | 3:55,5     |
| 6     | LG Sieg (Inge Gerhardus, Ingrid Weber, Weyl, Rosenhahn)                                                                | 3:56,3     |
| 7     | Bielefelder TG (Gerlinde Püttmann, Silvia Kayser, Mathilde Heuing, Czechanowski)                                       | 3:57,1     |
| 8     | MTV Braunschweig (Regina Westedt, Fuhrmann, Brigitte Behrends – geb. Muttke, Schnelle)                                 | 3:59,1     |

Datum: 28. Juni

### 3 × 800 m Staffel
| Platz | Verein, Besetzung | Zeit (min) |
| ----- | --- | ---------- |
| 1     | TuS 04 Leverkusen I (Gisela Klein – geb. Ellenberger, Angelika Traugott – geb. Bittrich, Ellen Wellmann – geb. Tittel) | 6:23,0     |
| 2     | TuS 04 Leverkusen II (Erika Weinstein – geb. Götz, Brigitte Koczelnik, Christel Schlaukötter)                          | 6:35,8     |
| 3     | Bielefelder TG (Silvia Kayser, Czechanowski, Mathilde Heuing)                                                          | 6:36,8     |
| 4     | VfL Eintracht Hagen (Susanne Rodekamp, Gudrun Hodey, Kirsten Schubert)                                                 | 6:42,6     |
| 5     | FC Bayer 05 Uerdingen (Manuela Preuß, Roswita Gehsmann, Wallers)                                                       | 6:45,6     |
| 6     | LG Bonn-Troisdorf (Inge Becker, Ingrid Conrady, Elisabeth Schüler)                                                     | 6:48,8     |
| 7     | LAZ Main-Kinzing Hanau (Beate Kranke, Bassermann, Ursula Hook)                                                         | 6:49,6     |
| 8     | TK Hannover (Rathmann, Gabriele Klinger, Hertzer)                                                                      | 6:51,8     |

Datum: 28. September
fand in Bad Godesberg im Rahmen der Deutschen Jugendmeisterschaften statt

### Hochsprung
| Platz | Athletin, Verein                                        | Höhe (m) |
| ----- | ------------------------------------------------------- | -------- |
| 1     | Ulrike Meyfarth (ASV Köln)                              | 1,91     |
| 2     | Karin Geese, geb. Wagner (USC Mainz)                    | 1,85     |
| 3     | Ellen Mundinger (USC Mainz)                             | 1,79     |
| 4     | Renate Boschert, geb. Pietschmann (Stuttgarter Kickers) | 1,79     |
| 5     | Gaby Schlecht (TSV Schwaben Augsburg)                   | 1,79     |
| 6     | Renate Gärtner (Eintracht Frankfurt)                    | 1,79     |
| 7     | Brigitte Holzapfel (Preussen Krefeld)                   | 1,76     |
| 8     | Annette Harnack (TV Sontra)                             | 1,76     |

Datum: 29. Juni

### Weitsprung
| Platz | Athletin, Verein                               | Weite (m) |
| ----- | ---------------------------------------------- | --------- |
| 1     | Christa Striezel, geb. Herzog (Hamburger SV)   | 6,40      |
| 2     | Birgit Wilkes (LG Bonn-Troisdorf)              | 6,35      |
| 3     | Astrid Eimüller (TSV 1860 München)             | 6,30      |
| 4     | Ute Hedicke (LG DJK Andernach-Neuwied)         | 6,30      |
| 5     | Sabine Klöck (TSV Bayer 04 Leverkusen)         | 6,30      |
| 6     | Marion Schwerdtfeger (TSV Bayer 04 Leverkusen) | 6,27      |
| 7     | Sabine Wecke (TSV Bayer 04 Leverkusen)         | 6,23      |
| 8     | Ulrike Jacob (LG Erlangen)                     | 6,22      |

Datum: 28. Juni

### Kugelstoßen
| Platz | Athletin, Verein                                     | Weite (m) |
| ----- | ---------------------------------------------------- | --------- |
| 1     | Eva Wilms (LG Neuaubing-Gilching)                    | 17,36     |
| 2     | Helga Jaxt (USC Mainz)                               | 14,76     |
| 3     | Jutta Weide (LG Steinbach-Bühl)                      | 14,05     |
| 4     | Marion Gröger (TuS 04 Leverkusen)                    | 13,99     |
| 5     | Hanne Feuerlein (ESV Nürnberg Rangierbahnhof)        | 13,88     |
| 6     | Rosa Molina / Chile (SCC Berlin)                     | 13,71     |
| 7     | Beatrix Philipp (LG Neuaubing-Gilching)              | 13,68     |
| 8     | Anne-Chatrine Rühlow, geb. Lafrenz (Preußen Münster) | 13,37     |

Datum: 29. Juni

### Diskuswurf
| Platz | Athletin, Verein                                     | Weite (m) |
| ----- | ---------------------------------------------------- | --------- |
| 1     | Liesel Westermann (TuS 04 Leverkusen)                | 57,68     |
| 2     | Anne-Chatrine Rühlow, geb. Lafrenz (Preußen Münster) | 50,60     |
| 3     | Marita Schuran, geb. Becker (ASV Köln)               | 50,02     |
| 4     | Ilse Gaede, geb. Spieß (ASC Wella Darmstadt)         | 49,40     |
| 5     | Anneliese Höttges, geb. Thieron (TuS 04 Leverkusen)  | 49,34     |
| 6     | Karin Eilers (LG Friesland-Süd)                      | 45,84     |
| 7     | Ingrid Pohlner (ASC Wella Darmstadt)                 | 45,28     |
| 8     | Marion Gröger (TuS 04 Leverkusen)                    | 44,72     |

Datum: 28. Juni

### Speerwurf
| Platz | Athletin, Verein                              | Weite (m) |
| ----- | --------------------------------------------- | --------- |
| 1     | Ursula Pietschmann (Stuttgarter Kickers)      | 54,76     |
| 2     | Ameli Koloska, geb. Isermeyer (TV Nieder-Olm) | 54,26     |
| 3     | Ingrid Thyssen (Aachener TG)                  | 50,08     |
| 4     | Eva Helmschmidt (TSV Eningen)                 | 49,06     |
| 5     | Inge van Allen (ASV Köln)                     | 49,06     |
| 6     | Sabine Wosch (Hamburger SV)                   | 48,68     |
| 7     | Silvia Spang (DJK Dudweiler)                  | 47,06     |
| 8     | Iris Lehmann (Düsseldorfer SC 99)             | 46,26     |

Datum: 29. Juni

### Fünfkampf,1971er Wertung
| Platz | Athletin, Verein                               | P – offiz. Wert. | P – 81er Wert. |
| ----- | ---------------------------------------------- | ---------------- | -------------- |
| 1     | Margot Eppinger (LG Filder)                    | 4503             | 4433           |
| 2     | Ulrike Jacob (LG Erlangen)                     | 4403             | 4368           |
| 3     | Annette Stein (LG USC Bochum)                  | 4355             | 4272           |
| 4     | Karen Mack (TSV 1860 München)                  | 4320             | 4242           |
| 5     | Liesel Albert, geb. Krauhs (TV 1895 Elm)       | 4307             | 4112           |
| 6     | Christa Köhler (TuS 04 Leverkusen)             | 4194             | 4108           |
| 7     | Heide-Lore Bretz, geb. Schüler (TV Dillingen)  | 4009             | 3902           |
| 8     | Walburga Klemm, geb. Waneck (TSV 1860 München) | 3964             | 3824           |

Datum: 21./22. Juni
fand in Lübeck statt

### Fünfkampf,1971er Wertung– Mannschaftswertung
| Platz | Verein, Besetzung                                              | Leistung (Pkte) |
| ----- | -------------------------------------------------------------- | --------------- |
| 1     | TSV 1860 München (Karen Mack, Walburga Klemm, Astrid Eimüller) | 12.159          |
| 2     | LG Filder (Margot Eppinger, Karin Geiger, Regine Münzenmaier)  | 11.981          |
| 3     | LG USC Bochum (Annette Stein, Markert, Schnall)                | 11.431          |
| 4     | ASV Köln (Timmermann, May / Malaysia, Frank)                   | 11.192          |
| 5     | Düsseldorfer SC 99 (Leboterf, Junginger, Reese)                | 10.428          |

Datum: 21./22. Juni
fand in Lübeck statt
nur 5 Teams in der Wertung

### CrosslaufMittelstrecke –1940 m
| Platz | Athletin, Verein                                | Zeit (min) |
| ----- | ----------------------------------------------- | ---------- |
| 1     | Ellen Wellmann, geb. Tittel (TuS 04 Leverkusen) | 7:24,0     |
| 2     | Christine Klemme (LG Göttingen)                 | 7:31,0     |
| 3     | Mathilde Heuing (Bielefelder TG)                | 7:35,4     |
| 4     | Angelika Traugott, geb. Bittrich                | 7:36,4     |
| 5     | Sylvia Schenk (Eintracht Frankfurt)             | 7:37,4     |
| 6     | Irene Keppke (1. FC Nürnberg)                   | 7:31,6     |
| 7     | Gerda Reinke (SCC Berlin)                       | 7:57,8     |
| 8     | Silvia Kayser (Bielefelder TG)                  | 7:58,4     |

Datum: 1. März
fand in Berlin statt

### CrosslaufMittelstrecke –1940 m, Mannschaftswertung
| Platz | Verein, Besetzung                                                                                           | Platzziffer |
| ----- | --- | ----------- |
| 1     | Bielefelder TG (Mathilde Heuing, Silvia Kayser, Gerlinde Püttmann)                                          | 20          |
| 2     | TuS 04 Leverkusen (Ellen Wellmann – geb. Tittel, Angelika Traugott – geb . Bittrich, Christel Schlaukötter) | 22          |
| 3     | ART Düsseldorf (Hedwig Romeyk, Hutt, Weber)                                                                 | 51          |
| 4     | Rasensport Coesfeld (Fedder, Ulla Tübing, Böker)                                                            | 51          |
| 5     | Eintracht Frankfurt (Sylvia Schenk, Marieluise Remling, Rosenberger)                                        | 52          |
| 6     | SCC Berlin (Gerda Reinke, Ursula Blaschke, Wegner)                                                          | 53          |
| 7     | Bielefelder TG (Czechanowski, Koslowski, Lautenschläger)                                                    | 74          |

Datum: 1. März
fand in Berlin statt
nur 7 Mannschaften in der Wertung

### CrosslaufLangstrecke –4580 m
| Platz | Athletin, Verein                                                    | Zeit (min) |
| ----- | ------------------------------------------------------------------- | ---------- |
| 1     | Vera Kemper (TuS Neuenkamp)                                         | 17:38,4    |
| 2     | Christa Vahlensieck, geb. Kofferschläger (Barmer TV 1846 Wuppertal) | 18:27,0    |
| 3     | Charlotte Teske, geb. Bernhard (ASC Wella Darmstadt)                | 18:42,0    |
| 4     | Christa Stöpler (MTV Osterode)                                      | 19:02,2    |
| 5     | Rita Musiol (TuS Iserlohn)                                          | 19:21,0    |
| 6     | Renate Kieninger (LG Offenburg)                                     | 19:39,8    |
| 7     | Eva Oppermann (Barmer TV 1846 Wuppertal)                            | 19:43,0    |
| 8     | Irene Keppke (1. FC Nürnberg)                                       | 19:43,6    |

Datum: 1. März
fand in Berlin statt

### CrosslaufLangstrecke –4580 m, Mannschaftswertung
| Platz | Verein, Besetzung                                                                                 | Platzziffer |
| ----- | ------------------------------------------------------------------------------------------------- | ----------- |
| 1     | Barmer TV 1846 Wuppertal (Christa Vahlensieck – geb. Kofferschläger, Eva Oppermann, Ingrid Unger) | 25          |
| 2     | LG Bonn-Troisdorf (Elisabeth Schüler, Heide Brenner, Annegret Schlemmer)                          | 38          |
| 3     | SCC Berlin (Gerda Reinke, Ursula Blaschke, Wegner)                                                | 52          |
| 4     | USC Mainz (Erika Fisch, Ursula Habermann, Secker)                                                 | 76          |

Datum: 1. März
fand in Berlin statt
nur 4 Mannschaften in der Wertung